# Diegoaelurus
Diegoaelurus ist eine ausgestorbene Gattung aus der Gruppe der Oxyaenodonta, räuberisch lebenden Vertretern der Höheren Säugetiere. Sie lebte im Mittleren Eozän vor rund 43 bis 40 Millionen Jahren im heutigen Nordamerika. Der bisher einzige Fossilnachweis, ein Unterkiefer, stammt aus der Santiago-Formation im südwestlichen Kalifornien. Ein besonderes Kennzeichen von Diegoaelurus findet sich in dem flanschartigen Knochenauswuchs, der auf einen säbelzahnartigen oberen Eckzahn hindeutet. Des Weiteren ist der vorderste Prämolar zurückentwickelt, zusätzlich fehlt einer der Haupthöcker auf der Kauoberfläche der Mahlzähne. Die gesamte Struktur des Unterkiefers steht im Einklang mit anderen säbelzahntragenden Beutegreifern und lässt auf größere Beute schließen. Die Gattung wurde im Jahr 2022 wissenschaftlich eingeführt. Es ist eine Art anerkannt.

## Merkmale
Diegoaelurus ist bisher nur über einen rechten Unterkieferast dokumentiert. Dieser ist auf einer Länge von 7,2 cm erhalten. Er umfasst den vorderen Abschnitt des Kieferastes und ist am Ansatz des aufsteigenden Astes abgebrochen. Der horizontale Knochenkörper zeigte sich über weite Teile rechteckig in der Seitenansicht und war seitlich stark gepresst. Seine Höhe unterhalb des ersten Molars betrug knapp 1,2 cm. Die Symphyse am vorderen Ende stand senkrecht orientiert. Sie war kräftig ausgebildet. Die vordere Kante verlief gerade. Seitlich an der Symphyse befand sich eine flanschartige Knochenausstülpung, die den gesamten Unterkiefer um ein Drittel der Höhe des horizontalen Knochenkörpers nach unten verlängerte. Der Flansch nahm wie bei anderen Formen der Machaeroidinae auch den oberen Eckzahn auf. Die untere Kante der Ausstülpung verlief konvex, was von der eher spitzen bei Machaeroides abweicht. Gegenüber Apataelurus mit seinem breiten, erst am letzten Prämolaren endenden Flansch reichte dieser bei Diegoaelurus nur bis zum zweiten Vormahlzahn und war damit kürzer. Die vordere Kante wurde durch einen scharfen Grat hervorgehoben.  An der Außenseite des horizontalen Knochenkörpers öffneten sich mehrere Foramina mentalia. Eines lag unterhalb des zweiten Prämolaren, eines unterhalb des Eckzahnes und ein weiteres zwischen beiden. Die Fossa masseterica am hinteren Unterkieferabschnitt zeichnete sich durch scharfe Begrenzungen und eine tiefe Einbuchtung ab. Am aufsteigenden Ast war der Kronenfortsatz erhalten, der typisch für Beutegreifer mit Säbelzahngebiss relativ niedrig saß und den zweiten Molar kaum überragte. Er war damit etwas höher als bei Apataelurus, aber leicht niedriger als bei Machaeroides.

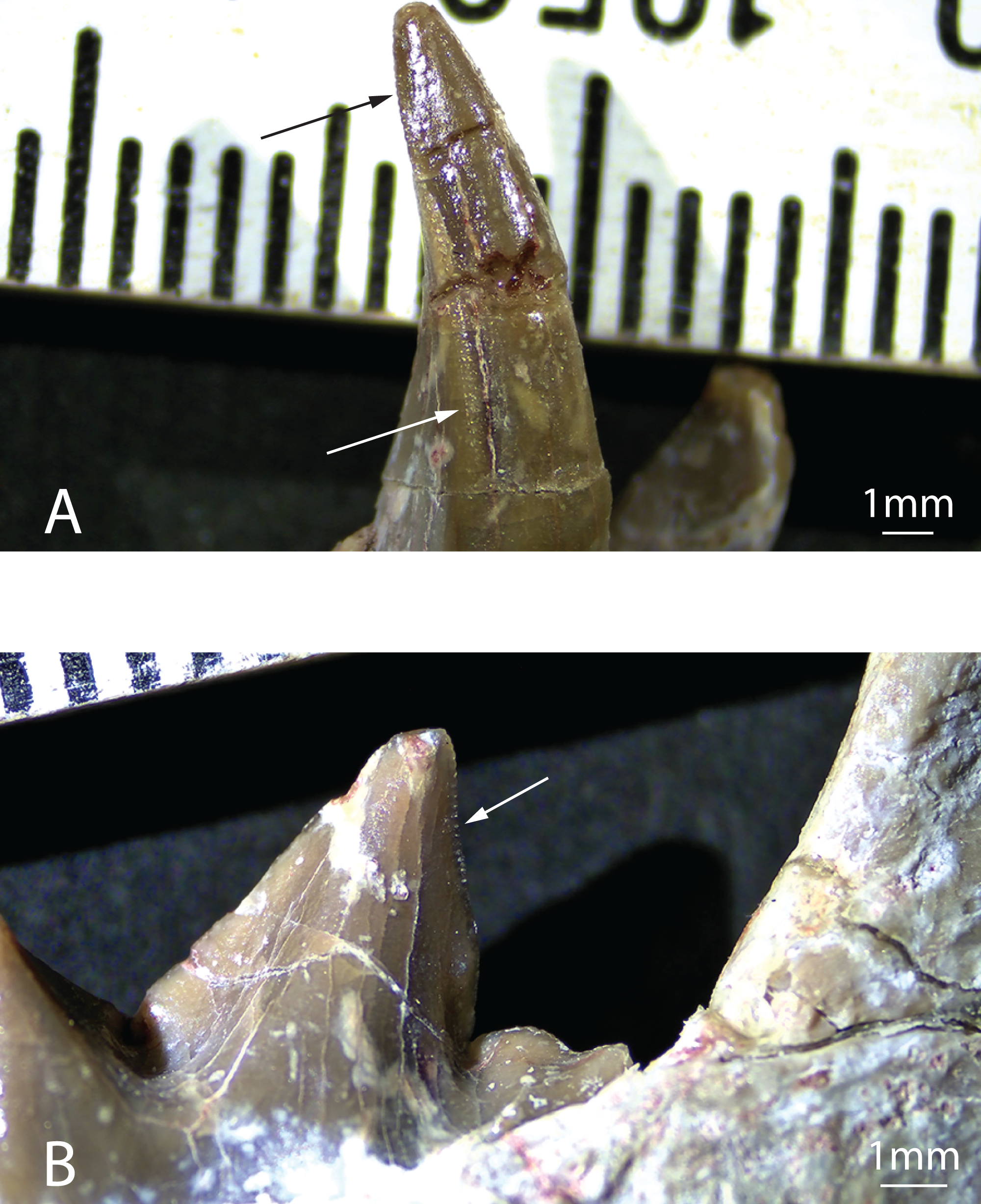
Unterkiefer von Diegoaelurus mit Darstellung des Eckzahns und des zweiten Mahlzahns; die Pfeile zeigen jeweils eine feine Zähnung an

An dem Unterkieferfragment sind der mittlere Schneidezahn, der Eckzahn, der dritte Prämolar und die ersten beiden Molaren überliefert. Anhand des Zahnfaches lässt sich zumindest im vorderen Gebiss der dritte Schneidezahn belegen. Demnach besaß Diegoaelurus vergleichbar zu anderen Machaeroidinae nur zwei Schneidezähne je Kieferbogen im unteren Gebiss. Der erhaltene zweite Incisivus stand etwas nach vorn gelehnt. Der Eckzahn ragte bis zu 1,3 cm hoch auf und war senkrecht orientiert, bog leicht nach hinten ab und endete spitz. Seitlich zeigte er sich verschmälert, die Außenfläche war konvex gewölbt, die Innenfläche etwas gewinkelt. Am hinteren und vorderen Ende bestanden deutliche Grate, von denen ersterer eine feine Zähnung aufwies. Im hinteren Gebiss waren drei Prämolaren und zwei Molaren ausgebildet. Der Verlust des ersten Prämolaren stellt gegenüber anderen Vertretern der Machaeroidinae eine Besonderheit dar. Zum Eckzahn hin öffnete sich ein großes Diastema, ein kürzeres lag zwischen den vorderen beiden Vormahlzähnen. Am dritten und einzigen erhaltenen Prämolaren kam neben dem hoch aufragenden und dominanten Protoconid zusätzlich noch ein Paraconid vor, im Unterschied zu Machaeroides und Apataelurus, wo dieses fehlte. Auf den ersten beiden Molaren charakterisierte sich das Trigonid, ein erhabener Abschnitt der Kauoberfläche, durch zwei spitze Haupthöcker. Der dritte, das Metaconid, war zurückgebildet. Dies entspricht den Verhältnissen bei Apataelurus, weicht aber von Machaeroides ab. Von den verbliebenen Höckern überragte das Protoconid das Paraconid deutlich. Am schmalen Talonid, der tieferliegende Abschnitt der Kauoberfläche, zeigte sich ein deutliches Hypoconid und ein kleineres Hypoconulid. Andere Nebenhöcker fehlten. Der hintere Mahlzahn übertraf den vorderen an Größe. Die gesamte Zahnreihenlänge erreichte 5,1 cm, die hinteren Zähne nahmen davon 3,5 cm ein.

## Fossilfunde

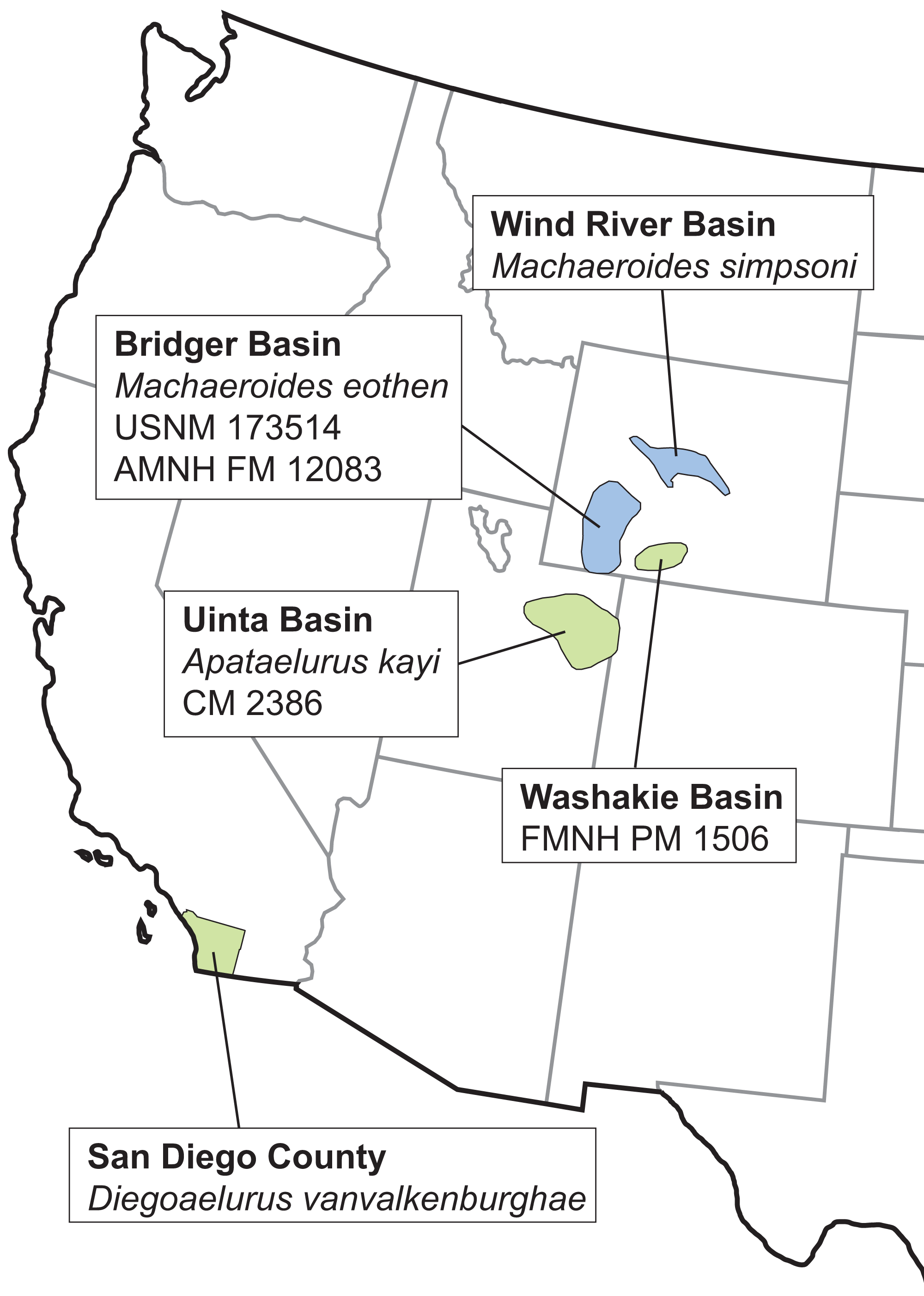
Fundgebiet von Diegoaelurus im Vergleich zu anderen Vertretern der Machaeroidinae

Der einzige bisher bekannte Fund von Diegoaelurus, ein Unterkiefer, wurde in der Santiago-Formation in der Umgebung von San Diego im äußersten Südwesten Kaliforniens entdeckt. Die Gesteinseinheit wird in drei Abschnitte gegliedert, die die informellen Bezeichnungen A, B und C tragen, gezählt von unten nach oben. Während die ersten beiden marinen Ursprungs sind, entstand das letzte unter weitgehend terrestrischen Bedingungen. Hier kam auch der Unterkiefer zu Tage. Das Schichtglied C wird allgemein in das Mittlere Eozän eingestuft. Es erreicht eine Mächtigkeit von 55 m. Von diesen bestehen die unteren 12 m aus dunkelbraunen Sandsteinen. Aufgrund der darin gefundenen Fossilreste gehören sie der biostratigraphischen Stufe des späten Uintums an und sind somit 43 bis 40 Millionen Jahre alt. Getrennt durch einen Hiatus folgen darauf bis zu 40 m mächtige Lagen aus kreuzgeschichteten Sandsteinen, die wiederum durch eine nur 1 m mächtige feste, braunfarbene Sand- und Siltsteinbank geteilt werden. Diese Sandsteine enthalten Fossilien, die biostratigraphisch in die Stufe des späten Duchesneums gehören. Sie weisen ein Alter von rund 38 bis 36 Millionen Jahren auf. Der Unterkiefer von Diegoaelurus entstammt der Uintum-Faunengemeinschaft. Als genauer Fundort wird die Lokalität Jeff's Discovery bei Oceanside im San Diego County angegeben. Sie wurde im Jahr 1986 entdeckt und fünf Jahre später während des Baus eines Highways erschlossen. Hierbei mussten rund 15 t an Sedimenten geschlämmt werden, wodurch zahlreiche Fossilfunde zu Tage kamen, darunter etwa der Hyaenodont Limnocyon, das Raubtier Tapocyon, der Tapirverwandte Hesperaletes und der Paarhufer Ibarus.

## Paläobiologie
Bezüglich der Gebissstruktur zeigt Diegoaelurus deutliche Anpassungen an eine Lebensweise säbelzahntragender Beutegreifer. Die am Unterkiefer ansetzende flanschartige Knochenausstülpung ist markanter entwickelt als bei Machaeroides und ähnelt jener von Apataelurus. Dies lässt annehmen, dass auch der obere Eckzahn stärker entwickelt war als bei ersterem. Ähnliches kann zu der niedrigen Lage des Gelenkfortsatzes auf Höhe oder kurz unterhalb der Kauhöhe gesagt werden. Auch hier zeigen sich Parallelen zu Apataelurus und Abweichungen zu Machaeroides. Demnach repräsentiert Diegoaelurus einen entwickelten Vertreter der säbelzähnigen Prädatoren. Möglicherweise war die Form dadurch befähigt, größere Beute zu stellen. Allerdings zeigen die nur kleinen Schneidezähne und der recht breite untere Eckzahn bei Diegoaelurus, dass der sogenannte „Eckzahnscherbiss“ noch nicht vollständig ausgebildet war. Bei diesem für Säbelzahnkatzen wie Smilodon postulierten Biss wirken die Eckzähne eher durch die Haut schneidend als durchbohrend wie bei heutigen Großkatzen. Als potenzielle Region für den Tötungsbiss wird daher der Bauchbereich angenommen, was wiederum eine spezielle Jagdmethode erfordert. Dies wird in der Wissenschaft jedoch nicht vollständig geteilt.

## Systematik
Diegoaelurus ist eine Gattung aus der ausgestorbenen Familie der Oxyaenidae innerhalb der ebenfalls erloschenen Ordnung der Oxyaenodonta. Die Oxyaenodonta galten ursprünglich als Mitglied der Creodonta, die wiederum im Deutschen auch die etwas irreführende Bezeichnung „Urraubtiere“ tragen. Teilweise wurden die Creodonta als Schwestergruppe der heutigen Raubtiere (Carnivora) innerhalb der übergeordneten Gruppe der Ferae angesehen. Allerdings bilden sie nach phylogenetischen Untersuchungen keine geschlossene Einheit. Sie wurden daher in die Hyaenodonta und die Oxyaenodonta aufgespalten. Für beide Gruppen kennzeichnend ist die gegenüber den Raubtieren weiter nach hinten im Gebiss verlagerte Brechschere. Bei den Oxyaenodonta bestand sie hauptsächlich aus dem ersten oberen und zweiten unteren Molar unter Einbeziehung des letzten oberen Prämolaren und des ersten unteren Molars. Die Position ist im Vergleich zu den Hyaenodonten etwas weiter nach vorn verschoben. Abweichend von diesen waren bei den Oxyaenodonta die letzten Mahlzähne reduziert. Die Oxyaenodonta sind zum Großteil aus Nordamerika bekannt, einige wenige Funde stammen auch aus Eurasien. Ihr frühestes Auftreten lässt sich für das Obere Paläozän vor etwa 60 Millionen Jahren belegen. Die Gruppe verschwand allerdings wieder im Verlauf des Eozäns.
Innerhalb der Oxyaenodonta gehört Diegoaelurus zur Unterfamilie der Machaeroidinae. Bei dieser handelt es sich um eine bisher formenarme Gruppe, zu der zusätzlich noch Apataelurus und Machaeroides gehören. Die Vertreter der Machaeroidinae stellen hochspezialisierte Beutegreifer dar. So hatte sich bei ihnen nicht nur ein extrem großer, klingenartiger hinterer unterer Molar entwickelt, es war auch ein säbelzahnartig verlängerter oberer Eckzahn ausgebildet. Zum Schutz dieses Eckzahns und um ihn abzufangen bestand am vorderen Ende des Unterkiefers eine nach unten ausgezogene flanschartige Knochenerweiterung. Dadurch repräsentieren die Machaeroidinae die frühesten säbelzahnartigen Beutegreifer. Die heute weitgehend anerkannte Zugehörigkeit der Machaeroidinae zu den Oxyaenodonta war nicht immer gegeben. Unter anderem ordnete Leigh Van Valen die Gruppe im Jahr 1967 innerhalb der Limnocyoninae und damit in einem näheren Verhältnis zu den Hyaenodonta ein. Van Valen stand dadurch in Tradition mit anderen Forschern wie etwa George Gaylord Simpson, der sich 1945 in seiner generellen Klassifikation der Säugetiere ebenfalls dafür ausgesprochen hatte. William Diller Matthew als Erstbeschreiber von Machaeroides schwankte im Jahr 1909 bei der Aufstellung der Gattung und der Unterfamilie der Machaeroidinae noch zwischen den Oxyaenidae und den Limnocyoninae. Die nähere Verwandtschaft zu den Oxyaenodonta wurde erst im Jahr 1986 durch Mary R. Dawson und Kollegen über verschiedene Schädelmerkmale herausgearbeitet. Diese Verbindung konnte auch im Jahr 2019 durch ein Teilskelett untermauert werden. Als nächster Verwandter von Diegoaelurus kann möglicherweise Apataelurus angesehen werden.
Die wissenschaftliche Erstbeschreibung von Diegoaelurus wurde im Jahr 2022 durch Shawn P. Zack, Ashley W. Poust und Hugh Wagner vorgelegt. Sie basiert auf dem einzelnen rechten Unterkieferast aus der Santiago-Formation im Südwesten von Kalifornien (Exemplarnummer: SDSNH 38343). Das Stück enthält noch den zweiten Schneidezahn, den Eckzahn, den dritten Prämolaren und die ersten beiden Molaren. Es bildet den Holotypen der Gattung. Ursprünglich wurde der Unterkiefer noch Apataelurus zugesprochen. Der Gattungsname Diegoaelurus setzt sich aus der Bezeichnung Diego für San Diego als regionaler Herkunftsort und dem griechischen Wort αἴλουρος (aílouros) für „Katze“ zusammen. Allgemein ist die Schreibweise aílouros korrekt, doch verweist die latinisierte Wortform aelurus auf die enge Bindung zur Schwestergattung Apataelurus. Gemeinsam mit der Gattung wurde die Art D. vanvalkenburghae aufgestellt. Das Artepitheton ehrt Blaire Van Valkenburgh für ihre Verdienste um die Erforschung räuberisch lebender Säugetiere allgemein und säbelzahnkatzenartiger Formen im Speziellen.